# Раковський (Разградська область)
Рако́вський (болг. Раковски) — село в Разградській області Болгарії. Входить до складу общини Разград.

## Населення
За даними перепису населення 2011 року у селі проживали 2106 осіб.
Національний склад населення села:
| Національність   | Кількість осіб | Відсоток |
| ---------------- | -------------- | -------- |
| турки            | 1454           | 78,1%    |
| цигани           | 281            | 15,1%    |
| болгари          | 81             | 4,4%     |
| Всього відповіли | 1862           |          |

Розподіл населення за віком у 2011 році:
Динаміка населення: